# Zosterornis
Zosterornis es un género de aves paseriformes perteneciente a la familia Zosteropidae, aunque algunos taxónomos siguen emplazando a sus miembros en la familia Timaliidae. El género completo es endémico de las Filipinas.

## Especies
El género contiene cinco especies:
- Zosterornis whiteheadi - timalí de Whitehead;
- Zosterornis striatus - timalí estriado;
- Zosterornis latistriatus - timalí rayado;
- Zosterornis nigrorum - timalí de la Negros;
- Zosterornis hypogrammicus - timalí de Palawan.